# 77 Records
77 Records — британский лейбл звукозаписи, основанный в 1957 году Дагом Добеллом, владельцем магазина Dobell’s Jazz Record Shop. Лейбл специализировался на музыке в стиле фолк, блюз и джаз.

## Исполнители
- Рэмблин Джек Элиотт (Ramblin' Jack Elliott)
- Алексис Корнер
- Лайтнин Хопкинс (Lightnin' Hopkins)
- Скрэппер Блэкуэлл (Scrapper Blackwell)
- Преподобный Гэри Дейвис (Reverend Gary Davis)
- Роберт Пит Уильямс
- Биг Джо Уильямс (Big Joe Williams)
- Санниленд Слим (Sunnyland Slim)
- Джо Тёрнер
- Freedom 77
- Little Brother Montgomery
- Йэнк Рейчел (Yank Rachell)
- Слипи Джон Эстес (Sleepy John Estes)
- Ногаш ex(новый центр)
- Snipen Mayl